# Ісраель Ельдад
Ісраель Ельдад (івр. ישראל אלדד; уроджений Шайб; 11 листопада 1910, Підволочиськ, Галичина, Австро-Угорщина — 22 січня 1996, Єрусалим
, Ізраїль) — один із керівників руху опору Лехі, публіцист, історик, філософ.

## Біографія
Навчався у Віденському університеті, здобув там ступінь доктора філософії. Після навчання викладав Танах у віленській Учительській семінарії. Паралельно був одним з керівників Бейтара в Другій Речі Посполитій.
Після початку Другої Світової війни та розділу Польщі по підробленим документам перебрався в майбутній Ізраїль. Працював вчителем середньої школи в Тель-Авіві. Вступив в Ецель, але незабаром був позбавлений членства в організації за антибританські погляди.
У 1941—1942 роках допомагав редагувати газету «Бамахтерет» («У підпіллі»), яка закликала до боротьби з англійцями, працював над коментарями до «Принципів Відродження» Яїра. У лютому 1942 став членом Лехі. Був головним ідеологом організації, автором її листівок. З 1943 року був редактором підпільних часописів: щомісячника «Ха-Хазіт», щотижневика «Ха-Маас» — а також радіостанції «Голос єврейського підпілля».
У своїх статтях Ельдад висловлював думку, що єврейський національний рух не відрізняється від національних рухів інших народів, а палестинські араби не є нацією. Виступав проти участі ізраїльського єврейства у війні проти Третього Рейху.
У квітні 1944 року Ельдад при спробі втечі від поліції випав з вікна четвертого поверху тель-авівської гімназії «Бен-Єгуда». Отримав травму хребта, 24 переломи та тріщини. Арештований був розміщений у тюрмі на Руському кварталі. У вересні його перевели у табір у Латруні. Перебуваючи в ув'язненні він міняє своє тодішнє підпільне прізвисько Самбатіон, котре стало відомим британцям, на Ельдад, що згодом перетворилось на справжнє прізвище.
У 1946 році Лехі викрадає Ельдада з клініки доктора Троя в Єрусалимі. Звільнений Ельдад продовжує керувати підпільною організацією до кінця британського мандата.
Згодом керівництво Лехі вирішує об'єднатися з Цахалом і 29 травня 1948 року проводиться перший загальний збір бійців організації.
У червні 1948 року, після потоплення Цахалом корабля «Альталена», що належав організації Ецель, Ельдад пропонує командиру Ецеля об'єднати сили їхніх організації та звільнити Єрусалим. Але отримує відмову через загрозу початку громадянської війни.
Після створення держави Ізраїль Ельдад утворює з правого крила Лехі рух Хазіт ха-моледет. Після вбивства 17 вересня 1948 року Фольке Бернадота, графа Вісборзького, представника ООН, рух був оголошений незаконним, а його члени арештовані. Ельдаду ж вдалося сховатися.
Після Шестиденної війни став одним із засновників «Руху за неподільний Ізраїль». На виборах 1969 року рух не подолав електоральний бар'єр.